# Sipoteni
Sipoteni es una comuna de la república de Moldavia, ubicada en el distrito de Călărași. Según el censo de 2014, tiene una población de 6845 habitantes.
Es la segunda localidad más poblada del distrito tras la capital, Călărași.
Se conoce la existencia del pueblo desde el siglo XVI.
Se sitúa sobre la carretera E58, unos 10 km al oeste de Călărași.